# كارل ألبرت (صحفي)
كارل ألبرت (بالإنجليزية: Carl Alpert)‏ هو صحفي أمريكي، ولد في 12 مايو 1913 في بوسطن في الولايات المتحدة، وتوفي في 12 مايو 2005.